# Шерлок Холмс: Гра тіней
«Шерлок Холмс: Гра тіней» (англ. Sherlock Holmes: A Game of Shadows) — детективний фільм британського режисера Гая Річі. Він є продовженням стрічки Шерлок Холмс 2009 року, знятого на основі однойменного літературного персонажа видатного шотландського письменника сера Артура Конан-Дойля. Фільм вийшов в прокат в Великій Британії та США 16 грудня, в Україні 29 грудня 2011 року, з допрем'єрними показами з 23 грудня.

## Сюжет
Шерлок Холмс (Роберт Дауні, мол.) і його давній помічник Доктор Ватсон (Джуд Лоу) намагаються перехитрити і подолати свого найпідступнішого ворога — професора Моріарті (Джаред Гарріс) — за допомогою старшого брата Холмса Майкрофта Холмса (Стівен Фрай) і циганки на ім'я Сім (Нумі Рапас).
Коли кронпринца Австрії знайшли мертвим, всі докази, на думку інспектора Лестрейда (Едді Марсан), вказували на самогубство. Проте Шерлок Холмс приходить до висновку, що спадкоємець престолу був убитий, і це вбивство — лише маленький шматочок набагато грандіознішої і зловіснішої мозаїки, створеної професором Моріарті. Повне небезпек розслідування веде Холмса, Ватсона і їх випадкову супутницю циганку Сім по всій Європі, з Англії до Франції, потім до Німеччини і, нарешті, до Швейцарії. Але підступний Моріарті завжди на крок попереду, він плете павутину із смерті і руйнувань, що є частиною його великого плану, успіх якого змінить хід історії.

## У ролях
- Роберт Дауні, мол. — Шерлок Холмс
- Джуд Лоу — Доктор Ватсон
- Джаред Гарріс — Професор Моріарті
- Нумі Рапас — циганка Сім
- Стівен Фрай — Майкрофт Холмс
- Келлі Райллі — Мері Морстен
- Рейчел Мак-Адамс — Ірен Адлер
- Едді Марсан — Інспектор Лестрейд
- Джеральдін Джеймс — Місіс Хадсон
- Пол Андерсон — Себастьян Моран

## Знімання
Після успіху першого фільму Шерлок Холмс (2009) Warner Bros. швидко заявила про намір випустити другу частину, і одразу ж затвердила Гая Річі на пост режисера та Роберта Дауні молодшого на головну роль. Спочатку планувалось що Рейчел МакАдамс взагалі не зніматиметься в фільмі, однак вирішили її все ж залишити — вона з'являється в епізодичні ролі.
Сценарій до фільму був написаний під впливом оповідання Артура Конан-Дойля Остання справа Холмса. Хоча дія фільму відбувається через рік після подій першого фільму, Шерлок Холмс: Гра тіней «придатна для автономного перегляду» — не вимагає ознайомлення з попереднім фільмом.
Знімання фільму почали в жовтні 2010 і воно переважно відбувалося у Лондоні, зокрема в Річмонд-парку, на південному заході Лондона, на залізничній станції міста Дідкот, на пароплаві PS Waverley, зафрахтованому спеціально для зйомок. В січні 2011 продовжилися в палаці Гемптон-Корт. Також знімання відбувалося у вересні 2011 року в Гринвічі в Королівському військово-морському коледжі.
На початку лютого 2011 основні знімання проводилися протягом двох днів у Страсбурзі, Франція. Знімання відбувалася навколо і всередині Страсбурзького собору. Тут за сценарієм знімалася сцена вбивства в німецькомовному місті, яка й відкриває фільм.

## Саундтрек
Саундтрек до фільму написав німецький композитор Ганс Ціммер який був також композитором першого фільму. Саундтрек вийшов 13 грудня 2011. У продаж надішли як фізичні носії CD, так і цифрове завантаження.
| Список треків | Список треків                         | Список треків   | Список треків |
| #             | Назва                                 | Автор(и)        | Тривалість    |
| ------------- | ------------------------------------- | --------------- | ------------- |
| 1.            | «I See Everything»                    | Hans Zimmer     | 0:39          |
| 2.            | «That Is My Curse (Shadows – Part 1)» | Hans Zimmer     | 1:51          |
| 3.            | «Tick Tock (Shadows – Part 2)»        | Hans Zimmer     | 8:12          |
| 4.            | «Chess (Shadows – Part 3)»            | Hans Zimmer     | 7:34          |
| 5.            | «It’s So Overt It’s Covert»           | Hans Zimmer     | 3:19          |
| 6.            | «Romanian Wind»                       | Hans Zimmer     | 1:56          |
| 7.            | «Did You Kill My Wife?»               | Hans Zimmer     | 2:42          |
| 8.            | «He’s All Me Me Me»                   | Hans Zimmer     | 1:56          |
| 9.            | «The Mycroft Suite»                   | Hans Zimmer     | 1:41          |
| 10.           | «To The Opera!»                       | Renato Girolami | 4:03          |
| 11.           | «Two Mules For Sister Sara»           | Ennio Morricone | 2:34          |
| 12.           | «Die Forelle»                         | Julius Drake    | 3:22          |
| 13.           | «Zu Viele Füchse Für Euch Hänsel»     | Hans Zimmer     | 1:47          |
| 14.           | «The Red Book»                        | Hans Zimmer     | 4:00          |
| 15.           | «Moral Insanity»                      | Hans Zimmer     | 1:31          |
| 16.           | «Memories Of Sherlock»                | Hans Zimmer     | 2:11          |
| 17.           | «The End?»                            | Hans Zimmer     | 2:26          |
| 18.           | «Romani Holiday (Antonius Remix)»     | Hans Zimmer     | 5:38          |
| 57:28         |                                       |                 |               |

## Касові збори
Шерлок Холмс : Гра тіней став не менш успішним ніж перший фільм. За даними Box Office Mojo картина зібрала в світовому прокаті 543 млн. $ (перший фільм 524 млн. $). В Україні стрічка зібрала 2,6 млн. $, таким чином потрапивши в число найкасовіших фільмів 2011 року в Україні.

## Продовження
Ще до виходу другої частини Warner Bros. заявила про намір випустити третю частину. Наразі відомо що режисером стрічки, як і двох попередніх, стане Гай Річі, головні ролі виконають Роберт Дауні, мол. та Джуд Лоу а сценарій напише британський сценарист Дрю Пірс.